# Donsbrüggen
Donsbrüggen is een dorp in de Duitse gemeente Kleef. Op 31 december 2015 telde Donsbrüggen 1.526 inwoners op een oppervlakte van 4,45 km². Door Donsbrüggen loopt de doorgaande weg B9 die ter plaatse de naam Kranenburgerstraat en Tiergartenstraat draagt. Deze weg loopt van de Nederlandse grensovergang Beek-Ubbergen/Wyler via Kranenburg en Kleef en eindigt in Bienwald bij de Franse grens. De afstand tot het centrum van Kleef is ongeveer 4 kilometer. Donsbrüggen heeft een dorps karakter met bebouwing aan beide kanten van de B9. Aan de zuidkant van deze weg ligt het Reichswald. Gedeeltelijk is het dorp aan deze kant tegen de eindmorene aan gebouwd, die is overgebleven uit de ijstijd. Aan de noordkant strekt het grondgebied van Donsbrüggen zich uit in de vlakke en laaggelegen streek genaamd De Duffelt en het laagland van de Rijn. Het centrum van het dorp wordt gevormd door de katholieke kerk Sint-Lambertus, de school en het festivalterrein.

## Geschiedenis
De oorsprong van Donsbrüggen ligt in de vroege middeleeuwen, 100 meter ten zuidwesten van de kerk vond men graven uit de 6e eeuw. In 1448 werd Donsbrüggen met de Sint-Lambertuskerk een zelfstandige parochie.

## Bezienswaardigheden

### Katholieke kerk Sint-Lambertus
De middeleeuwse romaanse kerk van Donsbrüggen werd in 1854 afgebroken en werd vervangen door een neogotische kerk ontworpen door de architect van de dom van Keulen: Ernst Friedrich Zwirner. De neogotische inrichting werd in 1960 voor een groot deel verwijderd. De noordelijke arm van het dwarsschip werd in 1961 vergroot. Boven het ingangsportaal is het wapen van baron Von Hövell geplaatst. Deze baron heeft de bouw van de kerk voor een belangrijk deel gefinancierd. Zijn graf bevindt zich op het kerkhof naast de kerk.

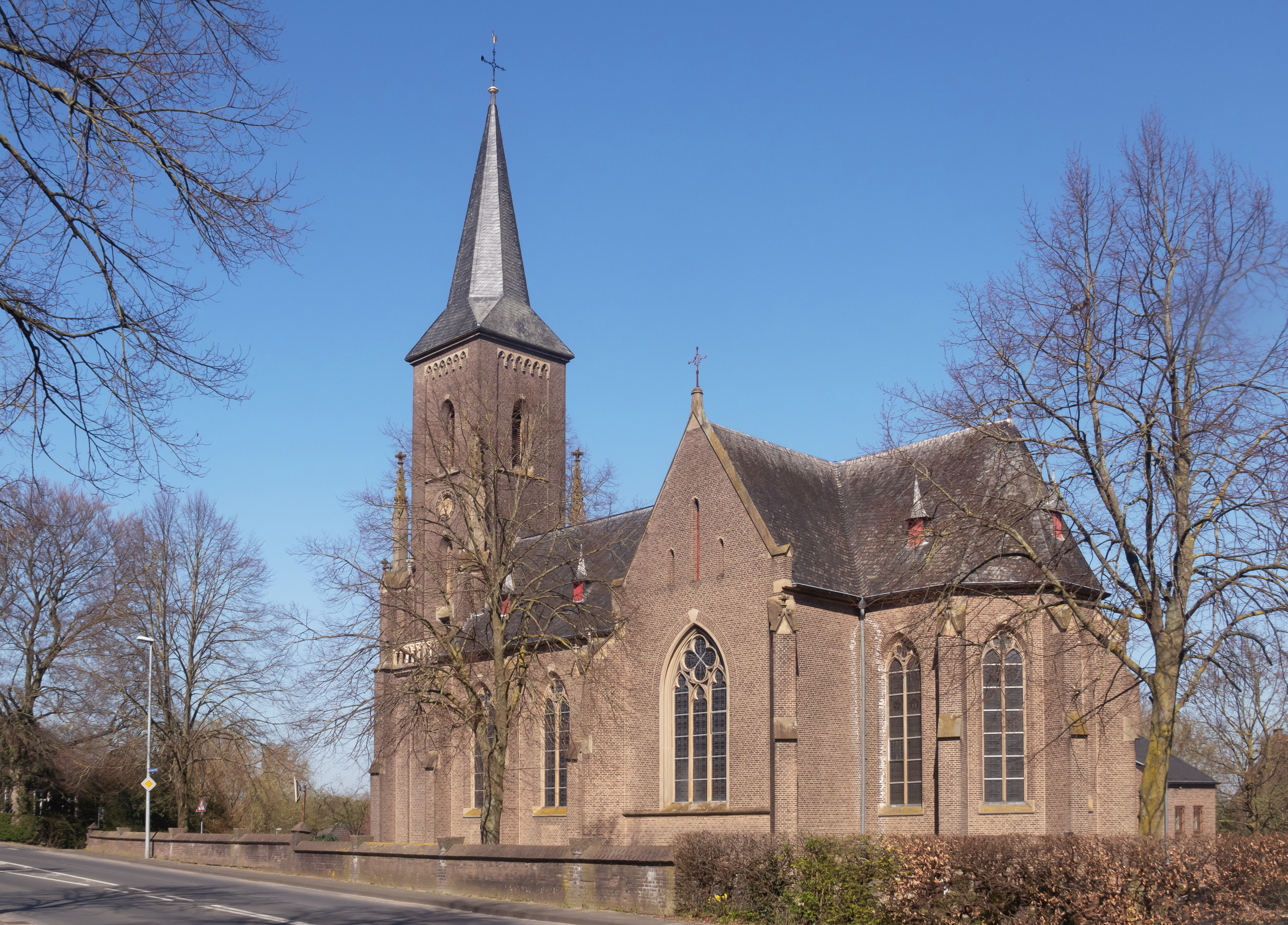
Katholieke kerk Sint-Lambertus
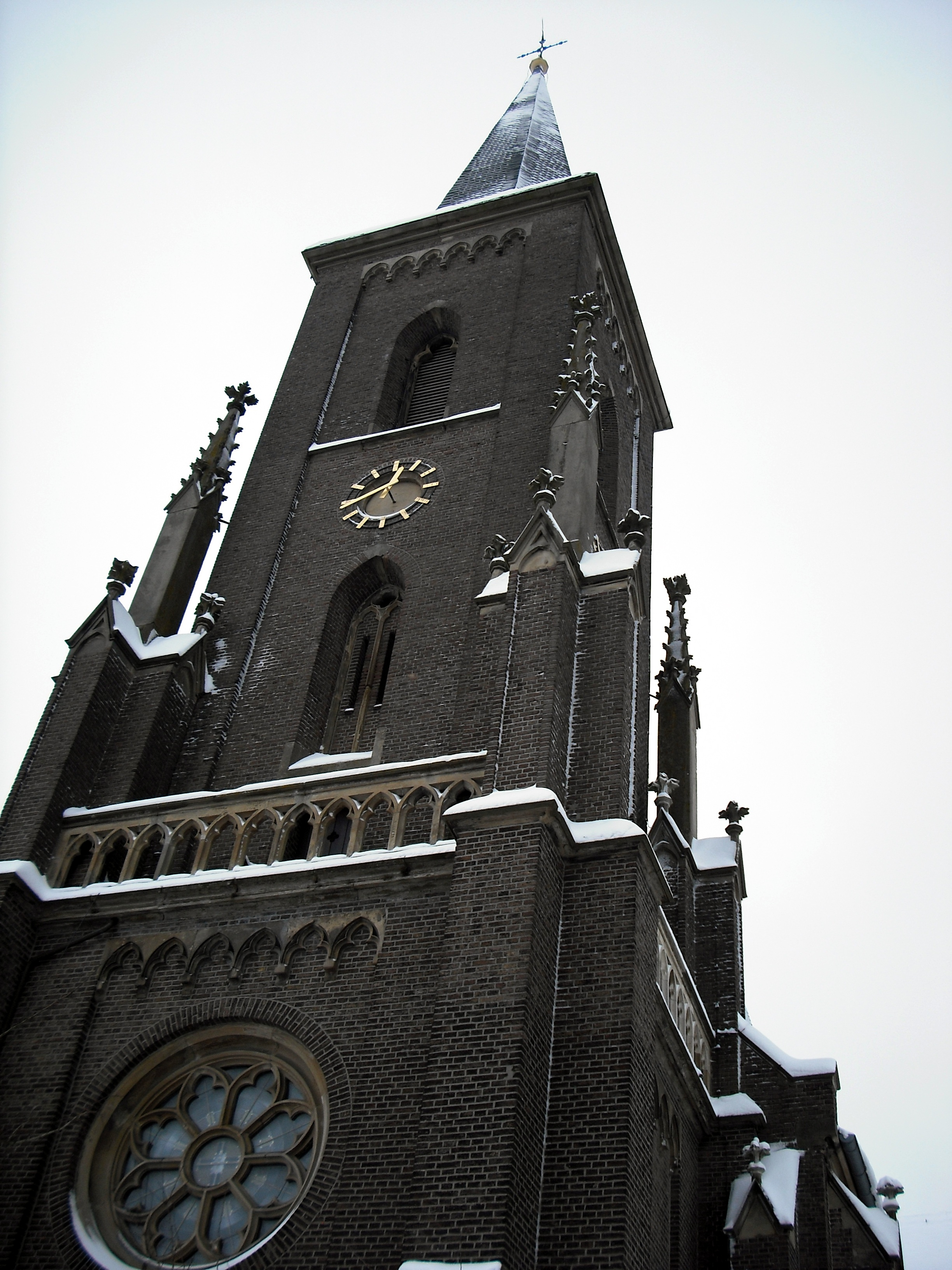
Katholieke kerk Sint-Lambertus
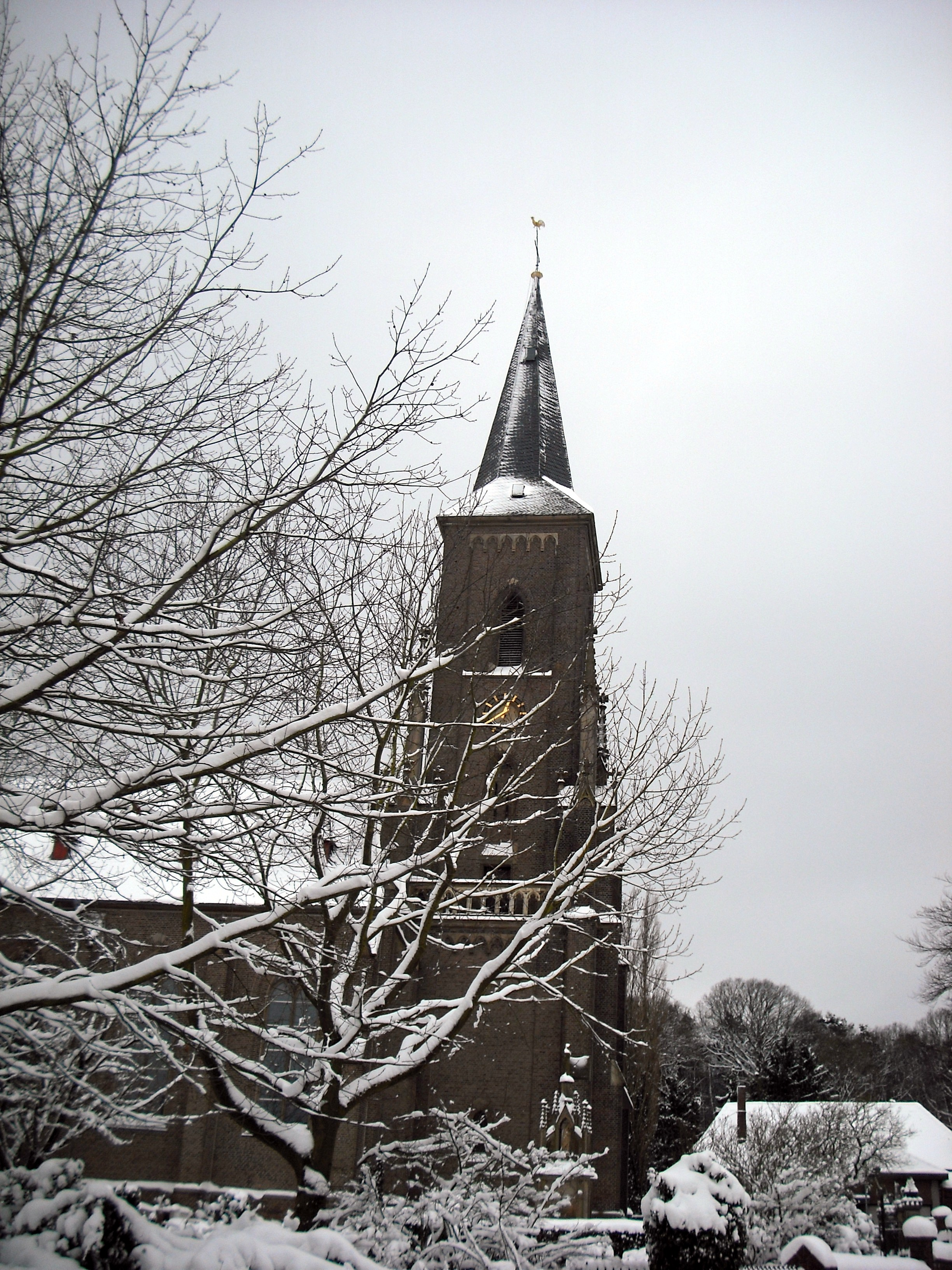
Katholieke kerk Sint-Lambertus
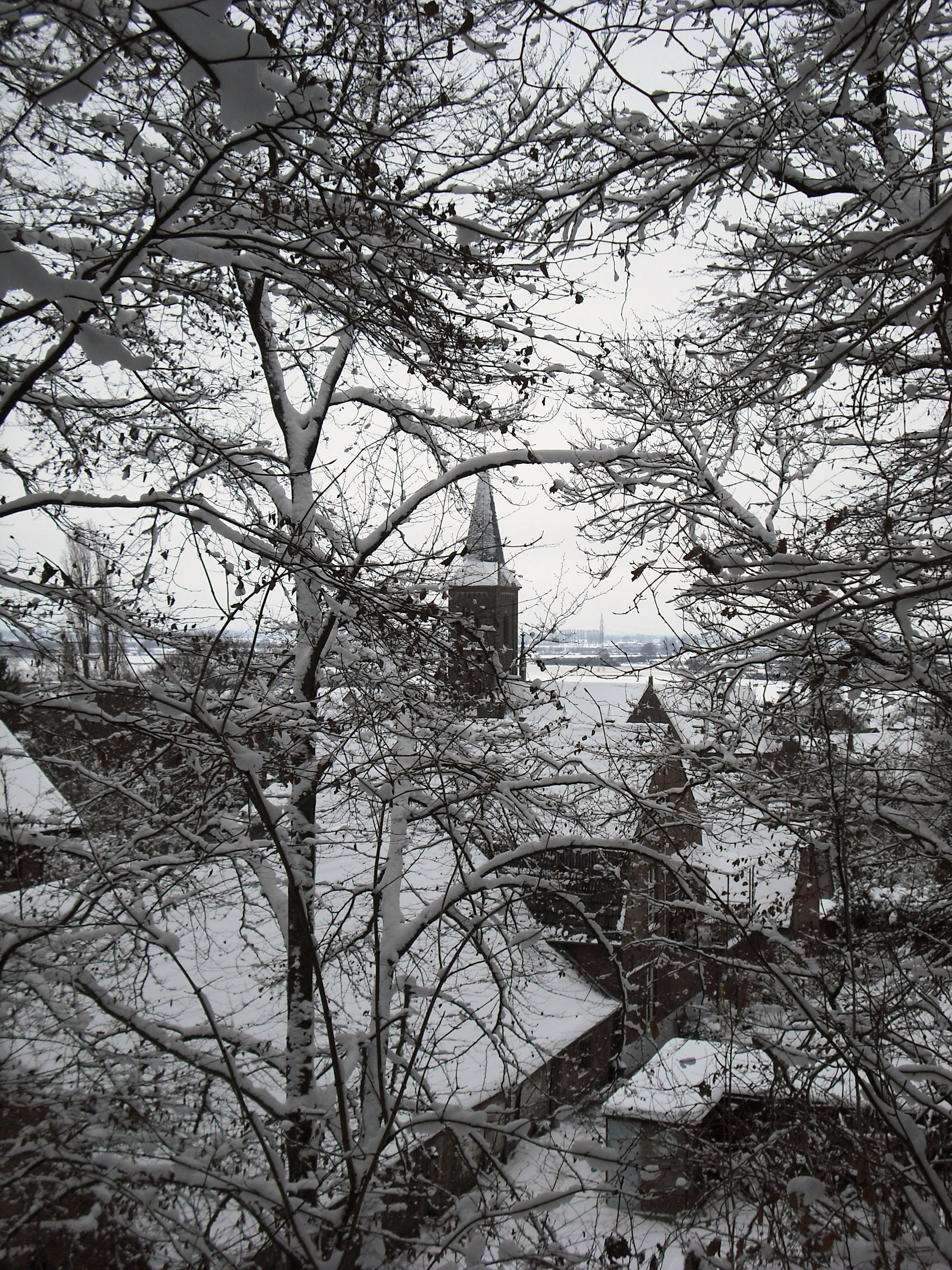
Katholieke kerk Sint-Lambertus
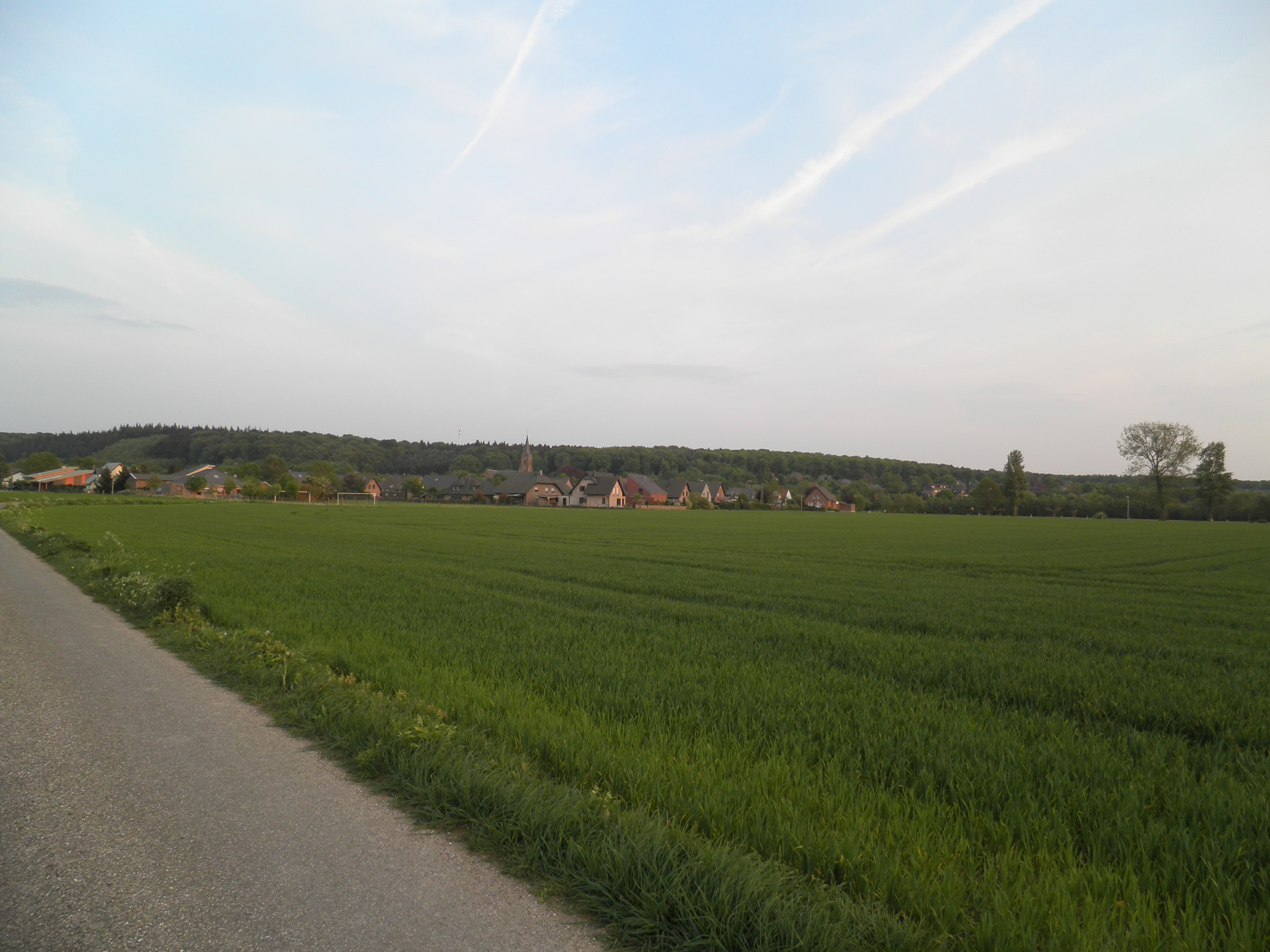
Katholieke kerk Sint-Lambertus vanaf Papenfeld

### Molen van Donsbrüggen

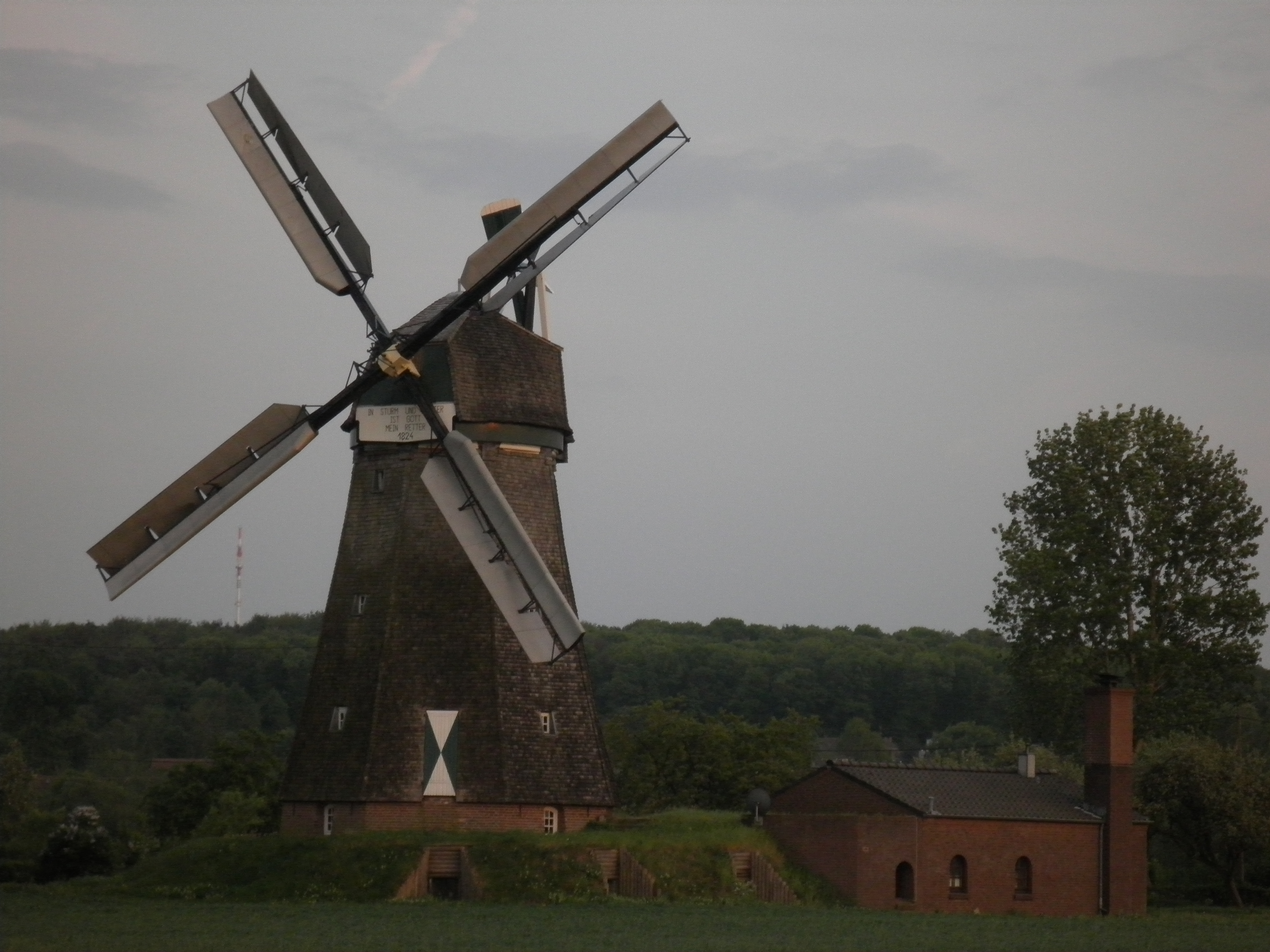
Molen van Donsbrüggen

In 1824 werd de achthoekige houten torenmolen van Donsbrüggen met een hoogte van 20 meter in werking gesteld. Rondom de molen ligt een aarden wal. De molen heeft bilau- of ventiwieken met een diameter van 21 meter. In 1890 werd een stoommachine in de molen geplaatst. Deze werd na de Tweede Wereldoorlog buiten werking gesteld.
In de jaren vijftig van de 20e eeuw werd de molen gerestaureerd. Sinds 1982 bestaat de vereniging genaamd: 'Förderkreises Alte Mühle Donsbrüggen' die zich toelegt op het exploiteren en behouden van de molen. Zo worden er rondleidingen gegeven en wordt er brood gemaakt.

### Slot Gnadenthal

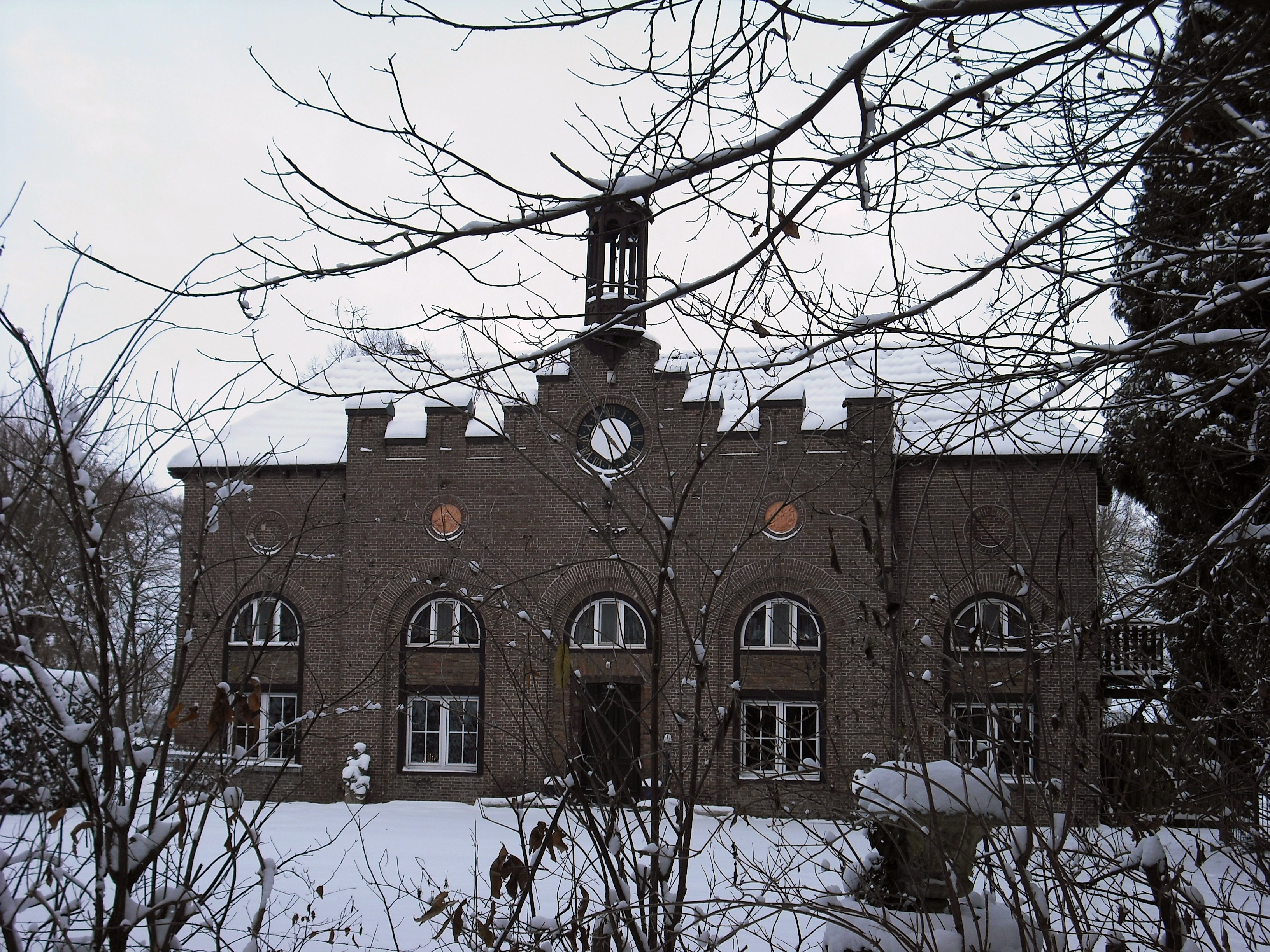
Slot Gnadenthal

In de buurt van het dorp bevindt zich Slot Gnadenthal uit het begin van de 18e eeuw, hier is Anacharsis Cloots geboren.
Op deze plek bevond zich tot 1603 het klooster Gnadenthal, in dat jaar werd dit klooster naar Uedem verhuisd.
Het slot kwam in het begin van de 19e eeuw in het bezit van de familie Von Hövell. Deze familie verbouwde het slot naar klassieke stijl.
Nu is dit slot in gebruik als conferentiehotel.

### Oorlogskerkhof
Op de Donsbrügger Heide werd na de Tweede Wereldoorlog een oorlogskerkhof aangelegd voor gesneuvelde Duitse soldaten en burgeroorlogsslachtoffers.

## Galerij

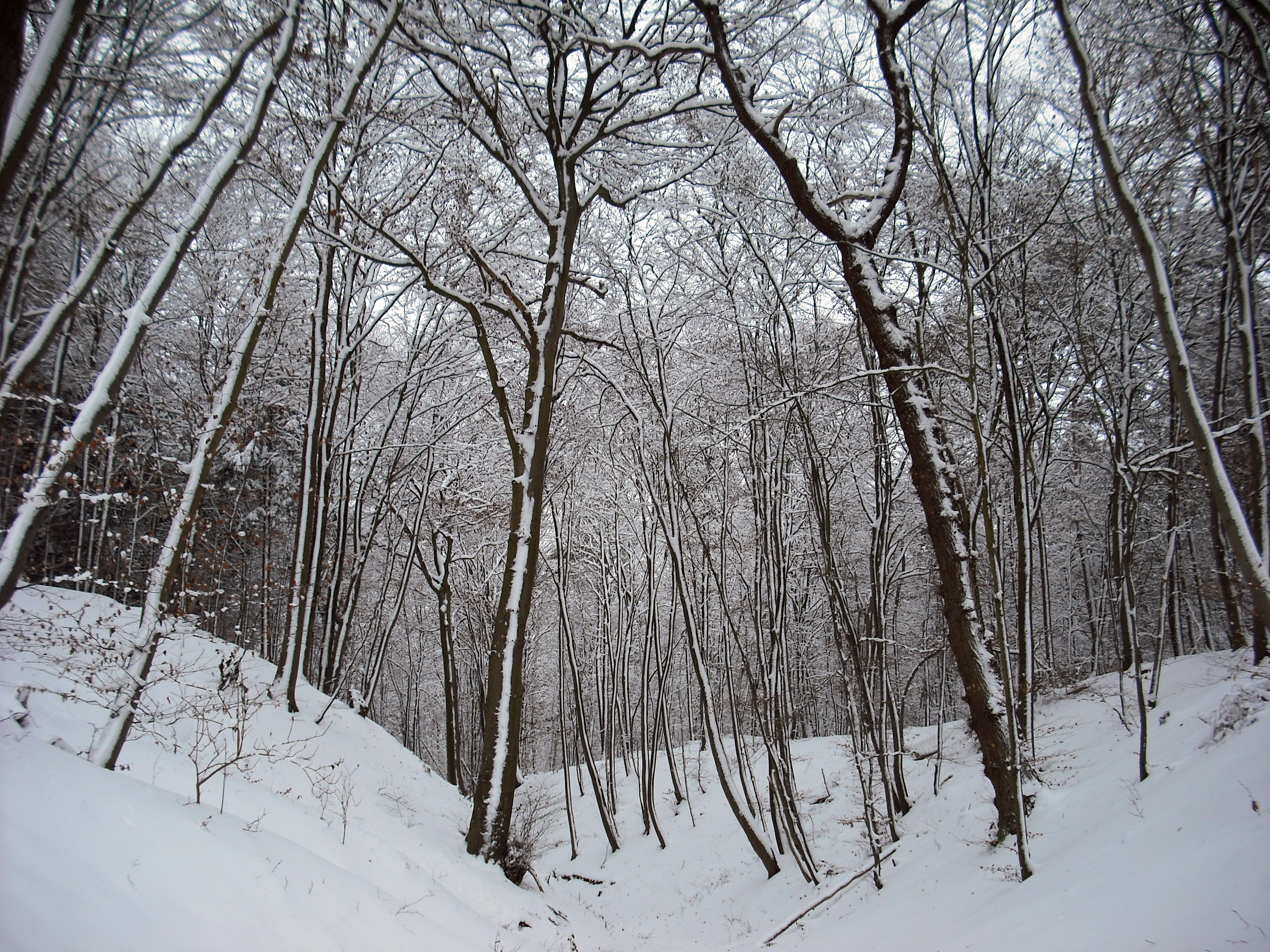
Schlucht
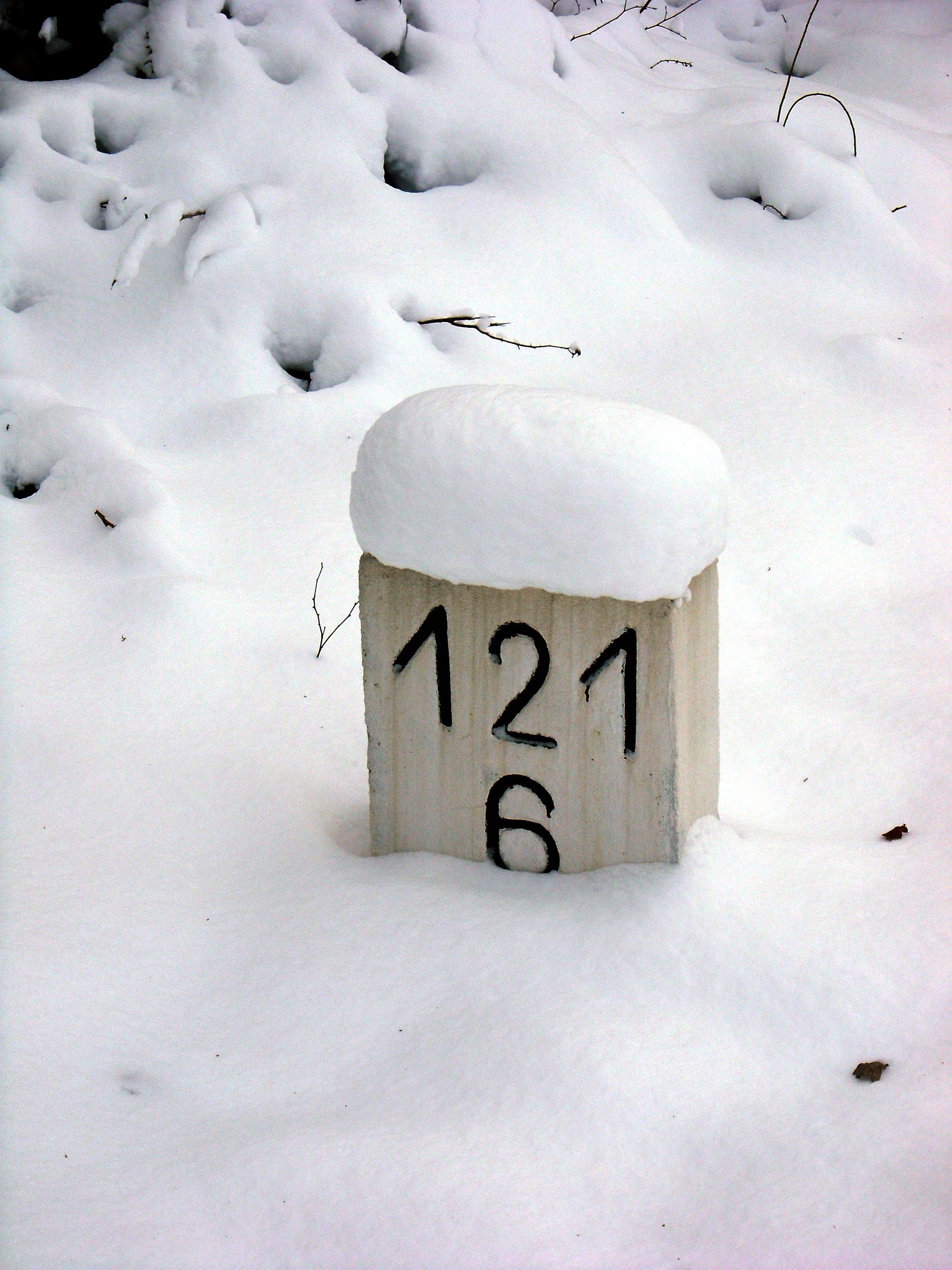
Kilometer 121,6 Kleef-Kranenburg
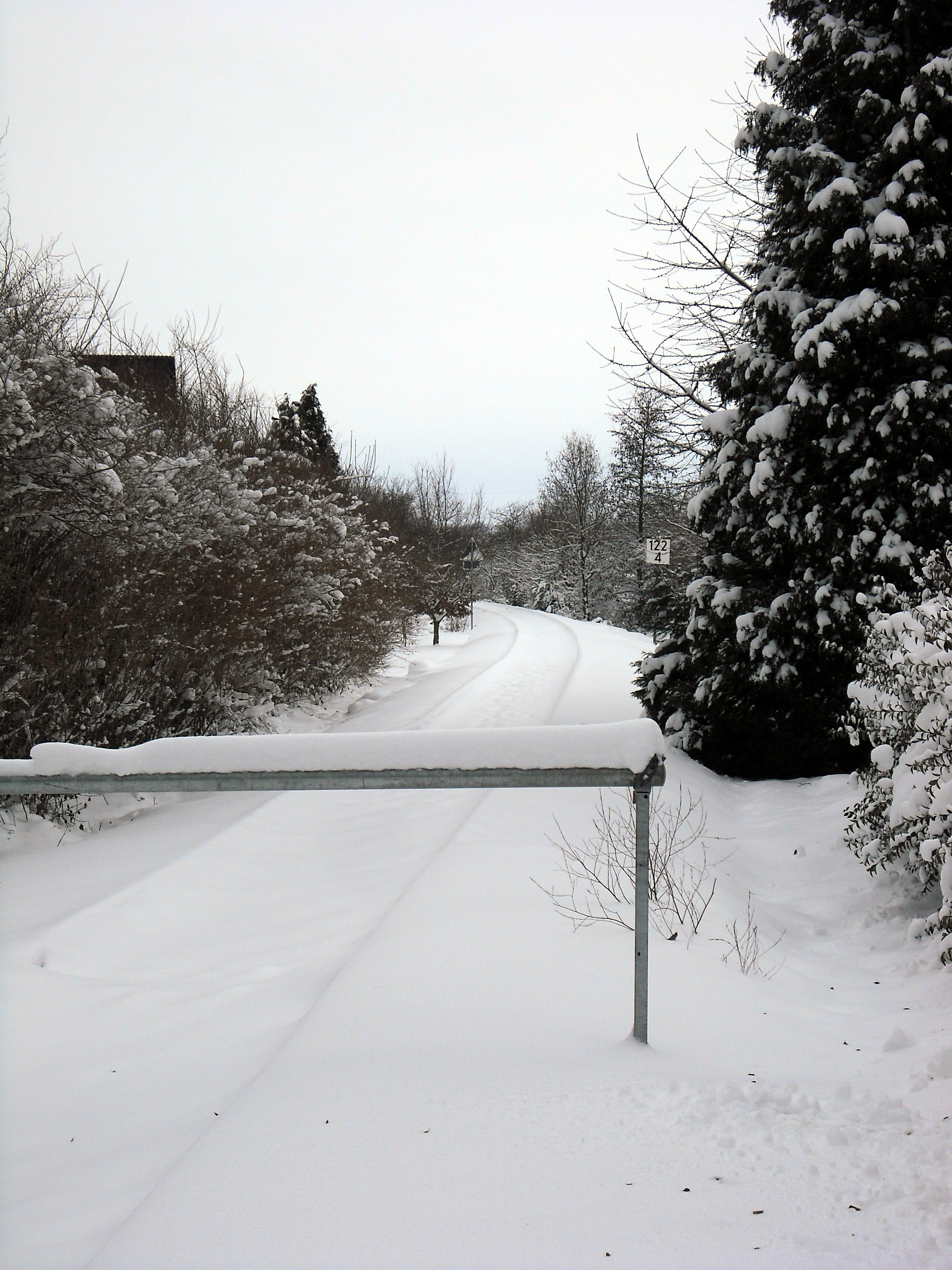
Draisine
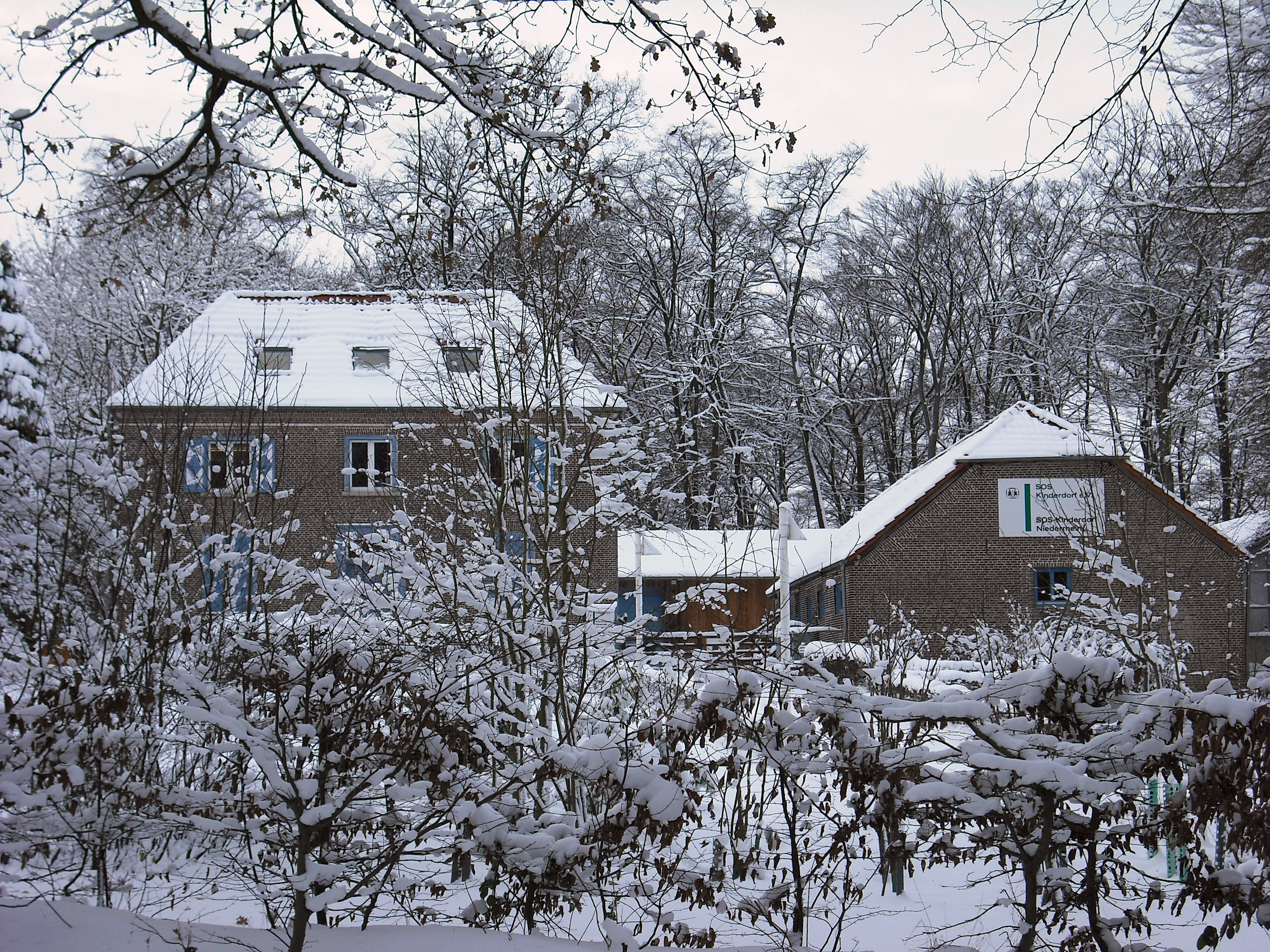
SOS Kinderdorpen Niederrhein
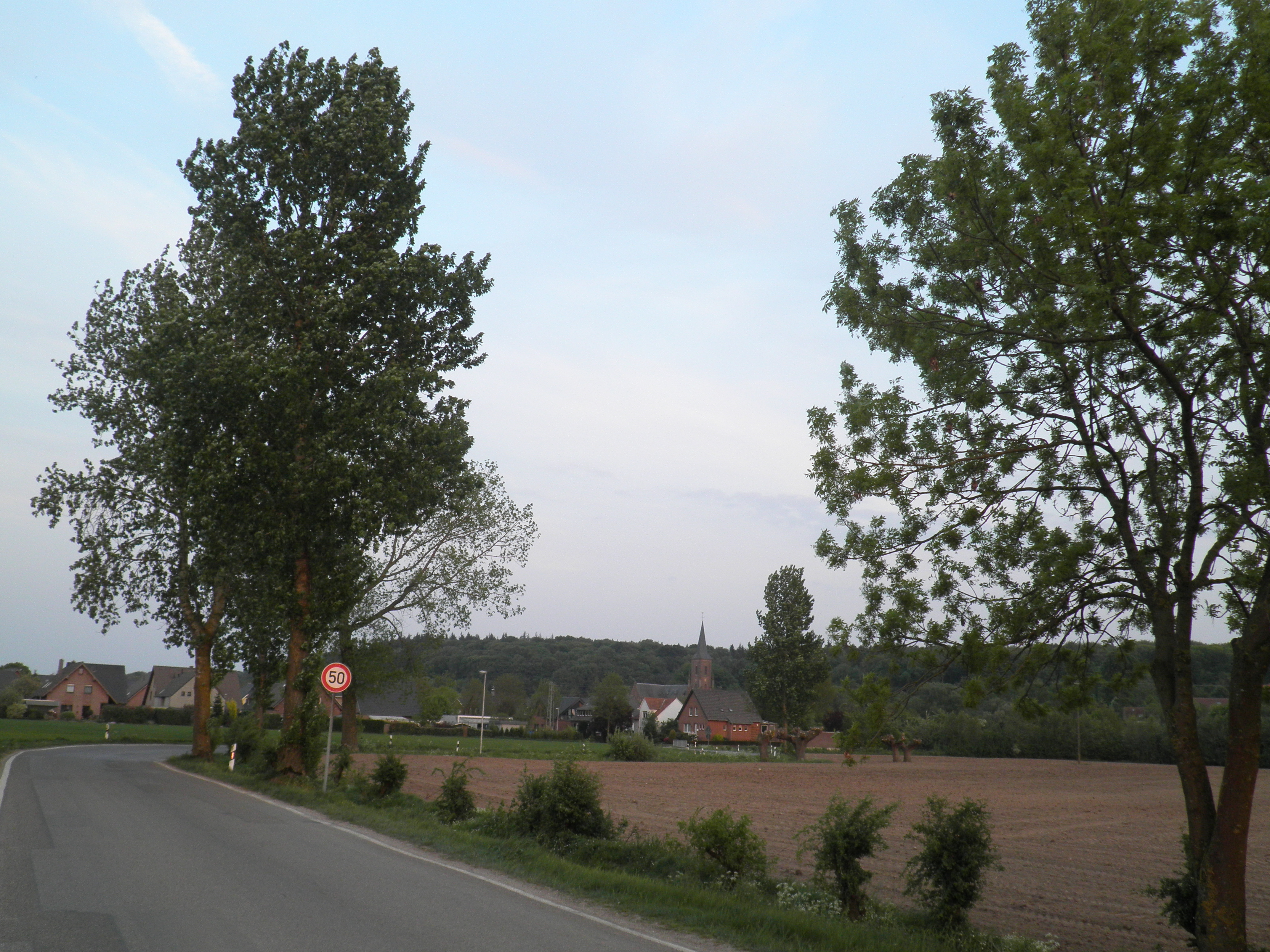
Mehrerstraat vanaf Mehr